# Gilberte Champion
Pour les articles homonymes, voir Champion (homonymie).
Gilberte Champion, née Gueunier le 17 avril 1913 à Paris 14e et morte le 18 novembre 2020 à Sucy-en-Brie (Val-de-Marne), est une résistante et déportée française de la Seconde Guerre mondiale.

## Biographie
Gilberte Champion est membre du réseau Jade-Fitzroy de la Résistance intérieure française où elle est opératrice radio. Elle est arrêtée par la Gestapo en avril 1943.
Torturée par Klaus Barbie, elle ne dit rien, même pas sa véritable identité. Elle est ensuite déportée au camp de concentration spécialement réservé aux femmes à Ravensbrück.
Elle a été libérée par les Alliés, le 24 avril 1945 à Mauthausen où elle était arrivée le 7 mars 1945 avant d’être rapatriée par la Croix Rouge à Mulhouse dans le Haut-Rhin, le 12 juin 1945.
Commandeur de l'ordre national de la Légion d'honneur le 9 février 1967, elle est promue grand officier le 13 juillet 1980 puis au grade le plus élevé de grand-croix le 14 juillet 2008,,.

## Distinctions
- Grand-croix de la Légion d'honneur (2008)
- Croix de guerre 1939–1945, palme de bronze[1]
- Médaille de la Résistance française (décret du 15 octobre 1945)[8]
- King's Medal for Courage in the Cause of Freedom (Royaume-Uni)[1]